# Robertus alpinus
Espèce
Robertus alpinus est une espèce d'araignées aranéomorphes de la famille des Theridiidae.

## Distribution
Cette espèce est endémique du Piémont en Italie,. Elle se rencontre à Varzo vers 2 200 m d'altitude dans les Alpes.

## Étymologie
Son nom d'espèce lui a été donné en référence au lieu de sa découverte, les Alpes.

## Publication originale
- Dresco, 1959 : Sur quelques espèces du genre Robertus (Araneae, Theridiidae). Description de R. alpinus et R. cardesensis spp. nov. Bulletin du muséum d'histoire naturelle, Paris, vol. 31, p. 242-247.